# 馬來鷹鵰
馬來鷹鵰（拉丁文學名：Nisaetus alboniger）是一種猛禽，和其他鷹一樣是鷹科的成員之一。牠們一般活躍於西馬來西亞、新加坡、蘇門答臘和婆羅洲。牠們一般會在樹上建小鳥窩和每次只生一隻蛋。
馬來鷹鵰是一種偏大的猛禽，一般身長51至58公分。在成年馬來鷹鵰的尾部有明顯的白色條紋。牠們有明顯突出的冠，這冠被認為像Bazas。未成熟的馬來鷹鵰的上半身呈棕色，而牠們的頭和下半身都呈淺棕色。

## 外部連結
- 各種鳥類 （页面存档备份，存于）